# مطاردة غرامية
مطاردة غرامية هو فيلم كوميدي رومانسي مصري من إنتاج سنة 1968 وهو من إخراج نجدي حافظ وبطولة فؤاد المهندس وشويكار ومديحة كامل وحسن مصطفى، تتكلم قصة الفيلم عن منير وهو شاب غني ويخدمه رجل يرغب بالاستيلاء على ثروته وبنفس الوقت يحاول الحصول على حب منى. قصة الفيلم مقتبسة من الفيلم الفرنسي الأمريكي What's New Pussycat الذي أنتج في سنة 1965.

## البطولة
- فؤاد المهندس بدور منير
- شويكار بدور منى
- مديحة كامل بدور ماريا
- حسن مصطفى بدور فانتوماس
- عبد المنعم مدبولي بدور الدكتور خشبة
- محمود عزمي بدور سامي
- زوزو شكيب
- كوثر شفيق
- شاهيناز بدور شاهيناز
- حسين إسماعيل

## وصلات خارجية
- مطاردة غرامية على موقع الدهليز
- مطاردة غرامية على موقع قاعدة بيانات الأفلام العربية
- مطاردة غرامية على موقع قاعدة بيانات الفيلم (الإنجليزية)
- مطاردة غرامية على موقع ليتربوكسد (الإنجليزية)